# عين جمالة

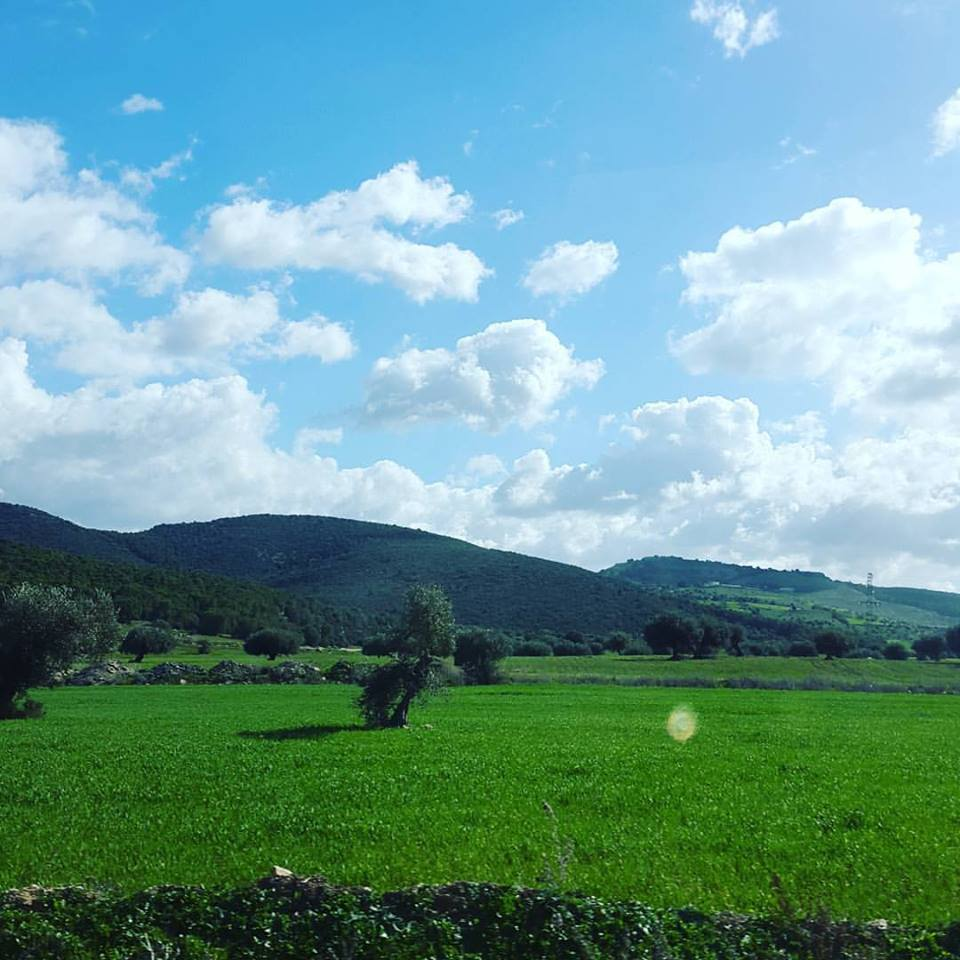
Ain Jammela

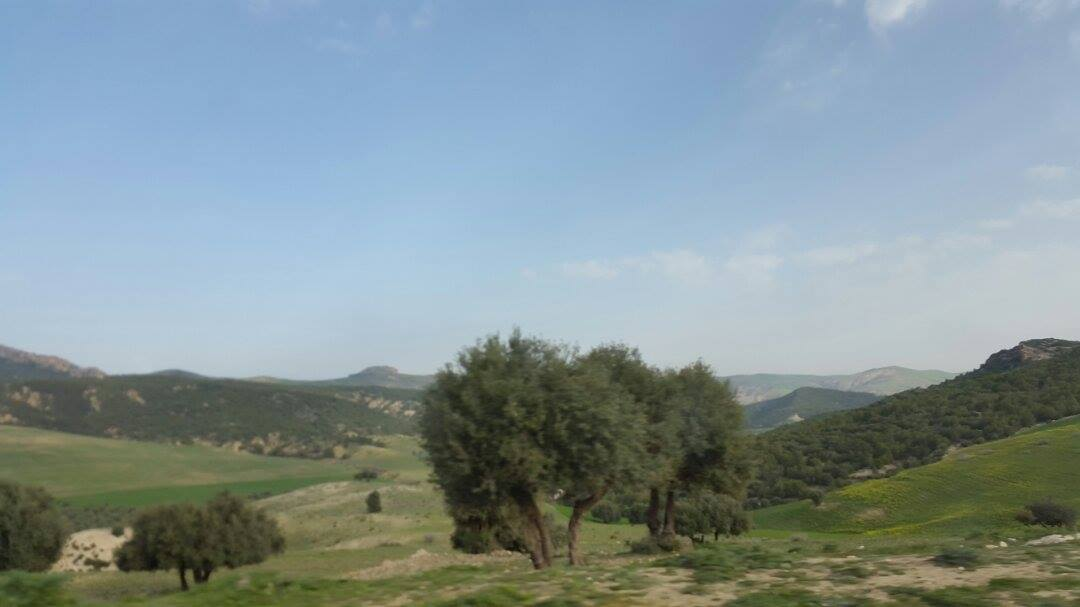
المناظر الطبيعية بعين جمالة

عين جمالة هي عمادة تابعة لمعتمديّة تبرسق ، تأسّست سنة 1984 ، و هي عبارة عن منبت بين تستور و تبرسق ، بلغ عدد سكّانها 1233 سنة 2004 .

## أنضرأيضا
- تبرسق
- عين تونقة
- باجة